# Tourville-sur-Odon
Tourville-sur-Odon est une commune française, située dans le département du Calvados en région Normandie, peuplée de 1 140 habitants.

## Géographie

### Localisation
La commune est située à l'ouest de Caen sur l'axe Normandie - Bretagne.
| Mondrainville | Mondrainville, Mouen | Mouen          |
| Mondrainville | Tourville-sur-Odon   | Mouen          |
| Mondrainville | Baron-sur-Odon       | Baron-sur-Odon |

### Hydrographie
La commune est située dans le bassin Seine-Normandie. Elle est drainée par l'Odon, le ruisseau de Sabley et un autre petit cours d'eau,.
L'Odon, d'une longueur de 47 km, prend sa source dans la commune des Monts d'Aunay et se jette  dans l'Orne à Fleury-sur-Orne, après avoir traversé 20 communes. 

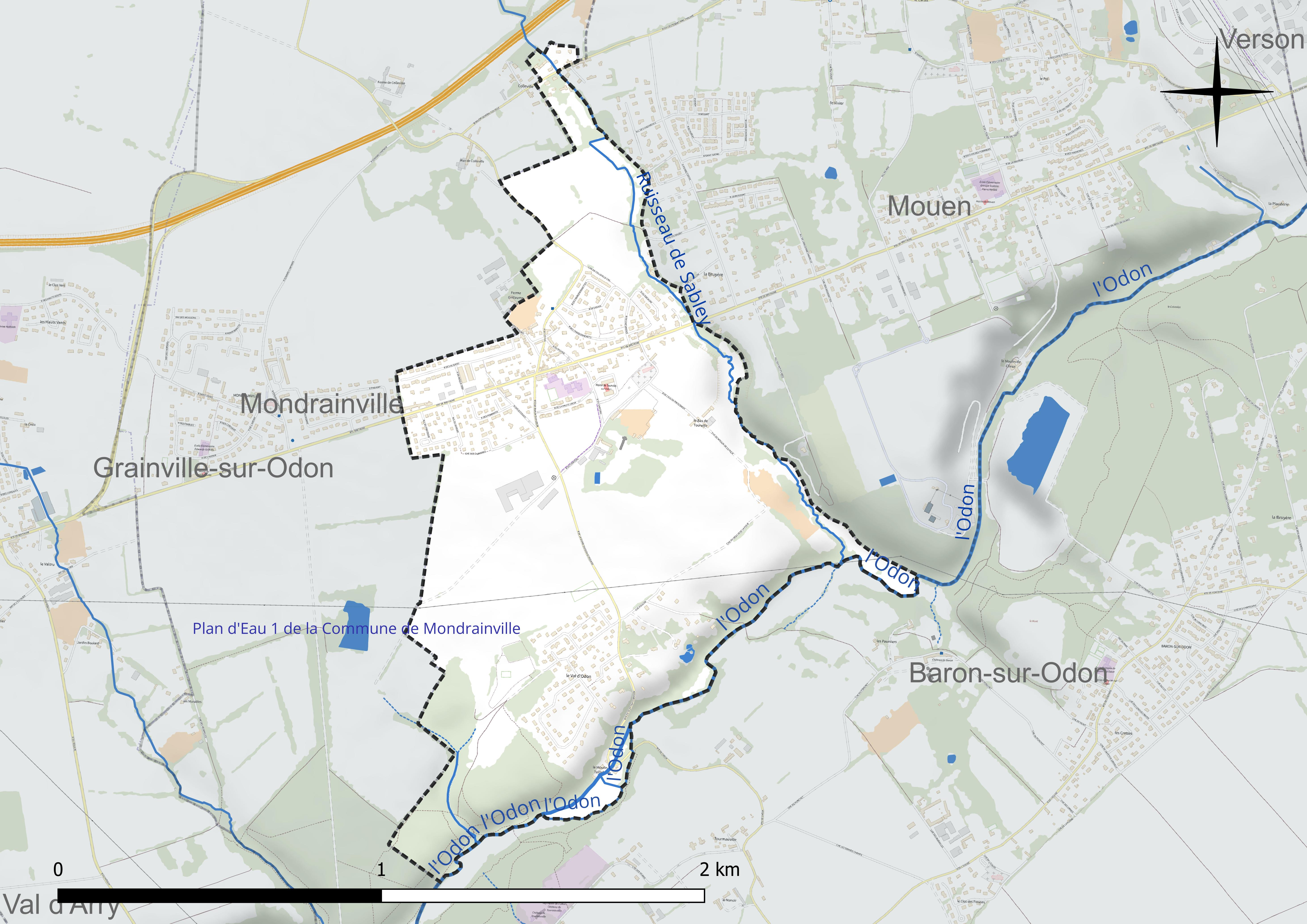
Réseau hydrographique de Tourville-sur-Odon.

### Climat
Pour des articles plus généraux, voir Climat de la Normandie et Climat du Calvados.
En 2010, le climat de la commune est de type climat océanique altéré, selon une étude du CNRS s'appuyant sur une série de données couvrant la période 1971-2000. En 2020, Météo-France publie une typologie des climats de la France métropolitaine dans laquelle la commune est exposée à un climat océanique et est dans la région climatique  Normandie (Cotentin, Orne), caractérisée par une pluviométrie relativement élevée (850 mm/a) et un été frais (15,5 °C) et venté. Parallèlement le GIEC normand, un groupe régional d'experts sur le climat, différencie quant à lui, dans une étude de 2020, trois grands types de climats pour la région Normandie, nuancés à une échelle plus fine par les facteurs géographiques locaux. La commune est, selon ce zonage, exposée à un « climat des plateaux abrités », correspondant à la plaine agricole de Caen à Falaise, sous le vent des collines de Normandie et proche de la mer, se caractérisant par une pluviométrie et des contraintes thermiques modérées.
Pour la période 1971-2000, la température annuelle moyenne est de 10,6 °C, avec  une amplitude thermique annuelle de 12,2 °C. Le cumul annuel moyen de précipitations est de 777 mm, avec 12,5 jours de précipitations en janvier et 8,1 jours en juillet. Pour la période 1991-2020, la température moyenne annuelle observée sur la station météorologique la plus proche, située sur la commune de Carpiquet à 7 km à vol d'oiseau, est de 11,5 °C et le cumul annuel moyen de précipitations est de 740,3 mm,. Pour l'avenir, les paramètres climatiques de la commune estimés pour 2050 selon différents scénarios d'émission de gaz à effet de serre sont consultables sur un site dédié publié par Météo-France en novembre 2022.

## Urbanisme

### Typologie
Au 1er janvier 2024, Tourville-sur-Odon est catégorisée ceinture urbaine, selon la nouvelle grille communale de densité à 7 niveaux définie par l'Insee en 2022.
Elle appartient à l'unité urbaine de Caen, une agglomération intra-départementale dont elle est une commune de la banlieue,. Par ailleurs la commune fait partie de l'aire d'attraction de Caen, dont elle est une commune de la couronne,. Cette aire, qui regroupe 296 communes, est catégorisée dans les aires de 200 000 à moins de 700 000 habitants,.

### Occupation des sols
L'occupation des sols de la commune, telle qu'elle ressort de la base de données européenne d'occupation biophysique des sols Corine Land Cover (CLC), est marquée par l'importance des territoires agricoles (51,6 % en 2018), en diminution par rapport à 1990 (66,9 %). La répartition détaillée en 2018 est la suivante : 
zones urbanisées (36,5 %), prairies (29 %), terres arables (22,6 %), forêts (11,9 %). L'évolution de l'occupation des sols de la commune et de ses infrastructures peut être observée sur les différentes représentations cartographiques du territoire : la carte de Cassini (XVIIIe siècle), la carte d'état-major (1820-1866) et les cartes ou photos aériennes de l'IGN pour la période actuelle (1950 à aujourd'hui).

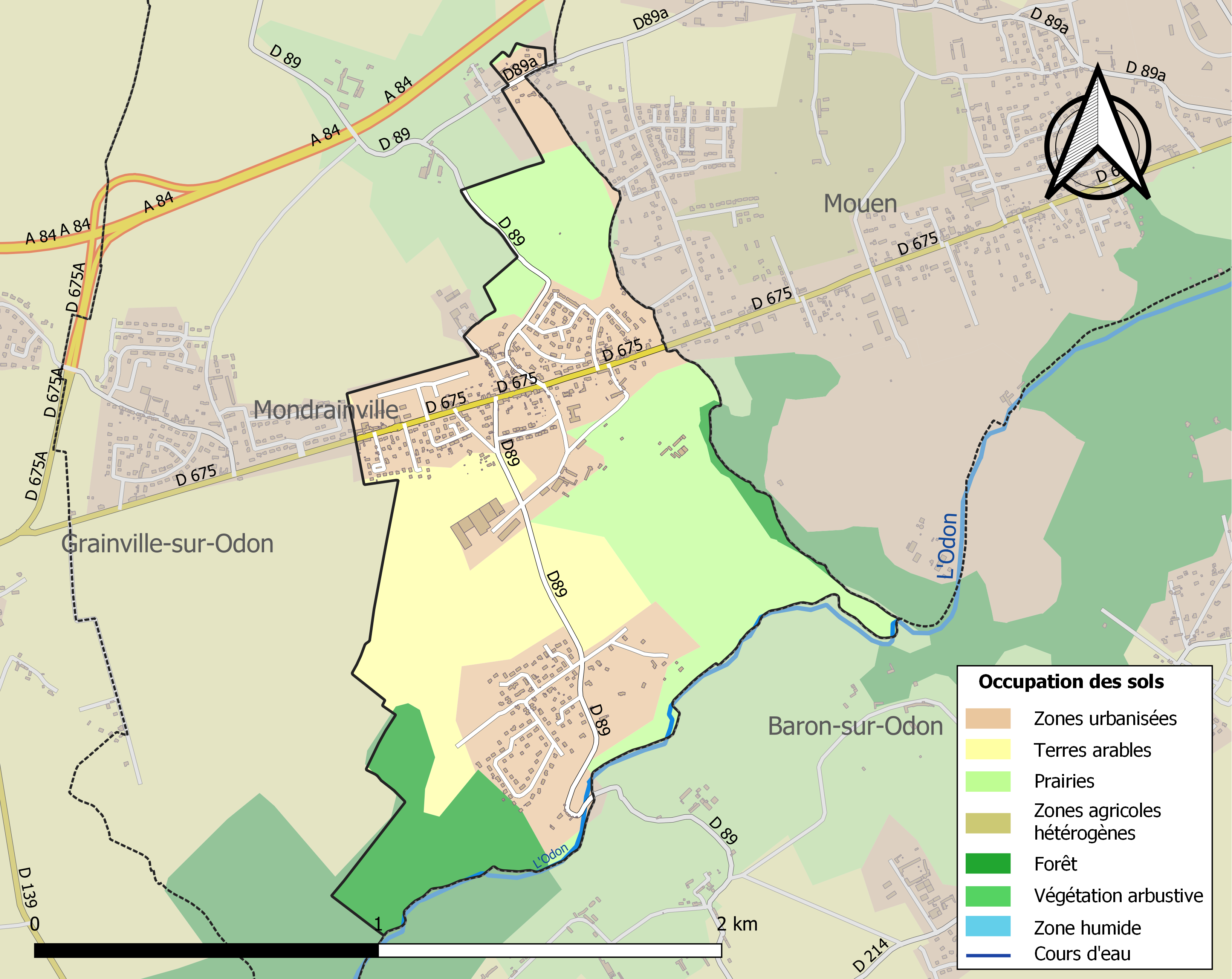
Carte des infrastructures et de l'occupation des sols de la commune en 2018 (CLC).

## Toponymie
Le nom de la localité est attesté sous les formes Torvilla en 1228, Courville en 1793 (lire Tourville, Tourville en 1801, Tourville-sur-Odon en 1936.
Le toponyme est issu d'un anthroponyme scandinave Thordr ou Thori. En réalité, tous les Tourville de Normandie ont des formes anciennes régulières du type Torvilla, Turvilla, c'est pourquoi François de Beaurepaire ne retient que la dernière hypothèse de Jean Adigard des Gautries, à savoir le nom de personne scandinave Thor (ou Thur), comprendre l'ancien norrois Þórr ou ancien danois Thor.
Le second élément est l'ancien français vile (français ville) dans son sens originel de « domaine rural », lui-même issu du latin villa.
L'Odon est un affluent de l'Orne qui parcourt l'ouest de la plaine de Caen jusqu'au confluent à Caen.
Le gentilé est Tourvillais.

## Politique et administration
| Période                                  | Période   | Identité       | Étiquette | Qualité               |
| ---------------------------------------- | --------- | -------------- | --------- | --------------------- |
| 1989                                     | mars 2008 | Raymond Collet |           |                       |
| mars 2008                                | mai 2020  | Robert Michel  | SE        | Cadre                 |
| mai 2020                                 | En cours  | Didier Bouley  | SE        | Contrôleur de gestion |
| Les données manquantes sont à compléter. |           |                |           |                       |

Du 20 décembre 1993 au 1er janvier 2013, la commune a fait partie de la communauté de communes des Rives de l'Odon. Le 1er janvier 2013, elle a intégré la communauté d'agglomération Caen la Mer.

## Démographie
L'évolution du nombre d'habitants est connue à travers les recensements de la population effectués dans la commune depuis 1793. Pour les communes de moins de 10 000 habitants, une enquête de recensement portant sur toute la population est réalisée tous les cinq ans, les populations de référence des années intermédiaires étant quant à elles estimées par interpolation ou extrapolation. Pour la commune, le premier recensement exhaustif entrant dans le cadre du nouveau dispositif a été réalisé en 2007.
En 2022, la commune comptait 1 140 habitants, en évolution de +11,11 % par rapport à 2016 (Calvados : +1,58 %, France hors Mayotte : +2,11 %).
| 1793 | 1800 | 1806 | 1821 | 1831 | 1836 | 1841 | 1846 | 1851 |
| ---- | ---- | ---- | ---- | ---- | ---- | ---- | ---- | ---- |
| 380  | 279  | 285  | 268  | 314  | 339  | 322  | 319  | 300  |

| 1856 | 1861 | 1866 | 1872 | 1876 | 1881 | 1886 | 1891 | 1896 |
| ---- | ---- | ---- | ---- | ---- | ---- | ---- | ---- | ---- |
| 299  | 304  | 297  | 296  | 283  | 280  | 279  | 248  | 202  |

| 1901 | 1906 | 1911 | 1921 | 1926 | 1931 | 1936 | 1946 | 1954 |
| ---- | ---- | ---- | ---- | ---- | ---- | ---- | ---- | ---- |
| 200  | 238  | 193  | 162  | 167  | 166  | 146  | 205  | 281  |

| 1962 | 1968 | 1975 | 1982 | 1990 | 1999  | 2006  | 2007  | 2012  |
| ---- | ---- | ---- | ---- | ---- | ----- | ----- | ----- | ----- |
| 314  | 295  | 300  | 515  | 889  | 1 067 | 1 141 | 1 151 | 1 048 |

| 2017  | 2022  | - | - | - | - | - | - | - |
| ----- | ----- | - | - | - | - | - | - | - |
| 1 032 | 1 140 | - | - | - | - | - | - | - |

## Culture locale et patrimoine

### Lieux et monuments

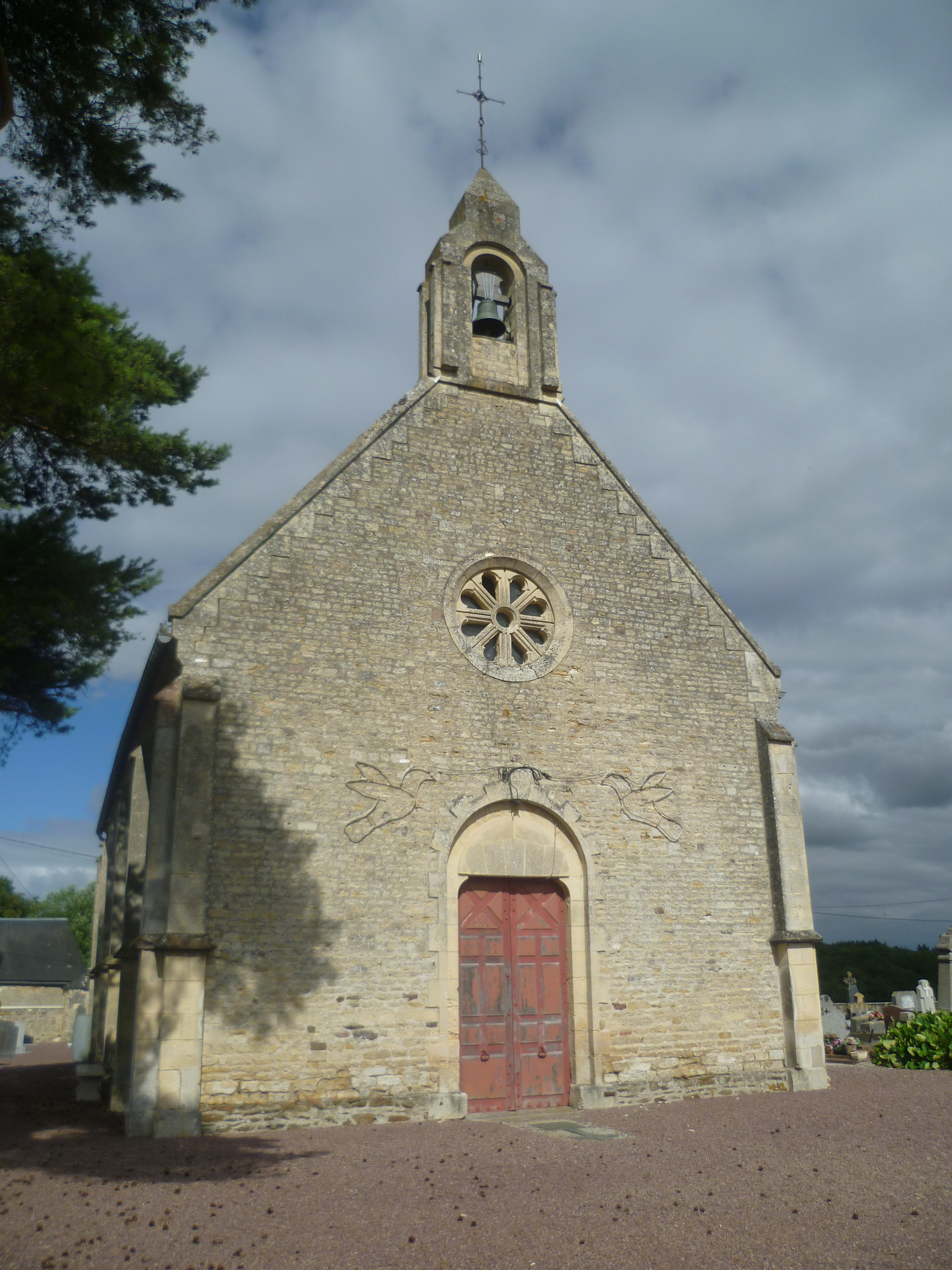
L'église de la Sainte-Trinité.

- Église de la Sainte-Trinité, à clocher-mur, en partie du XIe siècle.
- Château du XVIIIe siècle.
- Monument de la Seconde Guerre mondiale à la mémoire des Écossais de la 15th Scottish division, unité ayant participé à la capture du pont sur l'Odon[31].

### Activité, label et manifestations

#### Label
La commune est décorée de la croix de guerre 1939-1945 par décret du 11 novembre 1948.

### Jumelages
- Hambühren (Allemagne) depuis 1992.

### Manifestations
- Fête communale le 3e week-end de juin.

### Héraldique
| Armes de Tourville-sur-Odon | Les armes de Tourville-sur-Odon se blasonnent ainsi : Taillé : au 1er d'azur à trois pommiers fruités d'or ordonnés en orle, au 2e de gueules à deux léopards d'or rangés en barre, à la barre d'argent chargée de l'inscription « TOURVILLE SUR ODON » de sable et brochant sur six filets en barre ondés d'azur, ladite barre brochant sur la partition. Les deux léopards d'or des armoiries de Tourville-sur-0don rappellent les armoiries de la Normandie. |